# Tintoria Emilio Garavaglia
La Tintoria Emilio Garavaglia era un'azienda fondata a Busto Arsizio da Antonio Garavaglia a metà del XIX secolo come tintoria artigianale. Ad Antonio subentrò dapprima il figlio Giovanni e, successivamente il nipote Emilio. Durante il primo ventennio del XX secolo l'azienda fu modernizzata e ampliata e risale a questo periodo la costruzione dell'edificio ancora oggi visibile in via Massimo d'Azzeglio a Busto Arsizio, su progetto dell'architetto Silvio Gambini.

## Architettura
L'edificio fu realizzato in stile Liberty nel 1903 con alcuni richiami al linguaggio della Secessione viennese. La facciata principale è caratterizzata da grosse lesene che scandiscono il fronte, caratterizzato dal movimento dato dal contrasto cromatico tra il cotto rosso e gli intonachi chiari.
Alla base delle lesene e nelle cornici delle finestre si trovano cementi decorativi che richiamano motivi geometrici e floreali. Le finestre sono binate e chiuse da inferriate in ferro battuto dove le barre verticali sono interrotte da cerchi concentrici. 
Oggi l'edificio è solo parzialmente in uso e ben visibile, nel suo prospetto principale, dalla via Massimo d'Azeglio.